# Tigaon
Tigaon (Bayan ng Tigaon) är en kommun i Filippinerna. Kommunen ligger på ön Luzon, och tillhör provinsen Camarines Sur. Folkmängden uppgår till 55 272 invånare år 2015.

## Barangayer
Tigaon är indelat i 23 barangayer.
| - Abo - Cabalinadan - Caraycayon - Casuna - Consocep - Coyaoyao - Gaao - Gingaroy - Gubat - Huyonhuyon - Libod - Mabalodbalod | - May-Anao - Panagan - Poblacion - Salvacion - San Antonio - San Francisco - San Miguel - San Rafael - Talojongon - Tinawagan - Vinagre |